# Angelo Monteverdi
Angelo Monteverdi (* 24. Januar 1886 in Cremona; † 11. Juli 1967 in Anzio) war ein italienischer Romanist und Mediävist.

## Leben und Werk
Monteverdi studierte bei Francesco Novati in Mailand (Abschluss 1908), dann bei Ernesto Monaci in Rom, Heinrich Morf in Berlin, Paul Meyer in Paris und Pio Rajna (sowie Alessandro D’Ancona) in Florenz. Er lehrte romanische Philologie an der Universität Fribourg (1922–1942, als Nachfolger von Giulio Bertoni), dann (nach einem kurzen Gastspiel in Mailand) von 1943 bis 1961 an der Universität La Sapienza in Rom (auch als Dekan). Er war Herausgeber der Zeitschrift Cultura Neolatina.
Monteverdi war Ehrendoktor der Sorbonne (1962) und der Humboldt-Universität zu Berlin (1965), sowie Offizier der Ehrenlegion. Er war Mitglied (und ab 1964 Präsident) der Accademia dei Lincei. Die Bibliothek der Philosophischen Fakultät der Universität La Sapienza trägt seinen Namen.

## Schriften (in Auswahl)
- La Leggenda di S. Eustachio. In: Studi medievali. Band 3, 1908/1911, ISSN 0391-8467, S. 169–229, (Tesa di laurea).
- als Herausgeber und Vollender: Francesco Novati: Le Origini. Vallardi, Mailand u. a. 1926.
- als Herausgeber: Testi volgari italiani anteriori al duecento (= Testi Romanzi per uso delle Scuole. NS 3). Maglione, Rom 1935.
- Testi volgari italiani dei primi tempi (= Istituto di Filologia Romanza della R. Università di Roma. Testi e manuali. Nr. 24, ZDB-ID 404888-x). Societa Tipografica Editrice Modenese, Modena 1941, (2a edizione. ebenda 1948, Nachdrucke).
- Saggi neolatini (= Storia e Letteratura. 9, ZDB-ID 847362-6). Storia e Letteratura, Rom 1945.
- L' epopea francese (= Corsi dell'Università degli Studi di Roma, Facoltà di Lettere e Filosofia. 57, OCLC 314486000). Edizioni Italiane, Rom 1947.
- Manuale di avviamento agli studi romanzi. Le lingue romanze. Vallardi, Mailand 1952.
- Studi e saggi sulla letteratura italiana dei primi secoli. Ricciardi, Mailand u. a. 1954.
- Frammenti critici leopardiani. Tipografia del Senato del Dott. G. Bardi, Rom 1959, (Öffentliche Ausgabe: Edizioni Scientifiche Italiane, Neapel 1967, ZDB-ID 1345258-7).